# Return to the Apocalyptic City
Return to the Apocalyptic City EP je američkog thrash metal sastava Testament. Objavljen je 2. travnja 1993. godine. Sve pjesme bile su snimljene uživo u Hollywood Palladiumu, osim pjesama "Reign of Terror" i "Return to Serenity". "Reign of Terror" bila je snimljena tijekom snimanja albuma The New Order. "Return to Serenity" dodana je u novoj verziji, s albuma The Ritual.

## Popis pjesama
| 1.    | »Over the Wall« (uživo)             | 5:29 |
| 2.    | »So Many Lies« (uživo)              | 6:13 |
| 3.    | »The Haunting« (uživo)              | 4:28 |
| 4.    | »Disciples of the Watch« (uživo)    | 4:38 |
| 5.    | »Reign of Terror«                   | 4:49 |
| 6.    | »Return to Serenity« (nova verzija) | 4:32 |
| 30:09 |                                     |      |

## Zasluge
Testament
- Glen Alvelais – glavna gitara (pjesme 1. – 4.)
- Paul Bostaph – bubnjevi (pjesme 1. – 4.)
- Alex Skolnick – glavna gitara (pjesme 5., 6.)
- Louie Clemente – bubnjevi (pjesme 5., 6.)
- Chuck Billy – vokali
- Eric Peterson – ritam gitara
- Greg Christian – bas-gitara

Ostalo osoblje
- Tommy Poris – ilustracije
- Eric Altenburger – dizajn
- Tony Platt – produkcija (pjesma 6.)
- Alex Perialas – produkcija (pjesma 5.)
- Michael Rosen – produkcija (pjesme 1. – 4.)
- Larry Freemantle – umjetnički smjer